# 이나래 (국악인)
이나래(1986년 ~ )는 대한민국의 국악인이다.
전통 음악에 대한 깊은 이해를 바탕으로 다양한 장르에서 활발히 활동한다. 국악 밴드 이날치의 전 멤버이다.